# Melhores do Ano de 2012
A 17.ª cerimônia de entrega dos Melhores do Ano, prêmio entregue pela emissora de televisão brasileira TV Globo aos melhores artistas da emissora referentes ao ano de 2012.

## Resumo
| Programa         | Indicações | Prêmios |
| ---------------- | ---------- | ------- |
| Avenida Brasil   | 17         | 5       |
| Cheias de Charme | 2          | 1       |
| Salve Jorge      | 2          | 1       |
| Jornal Nacional  | 2          | 0       |
| Zorra Total      | 1          | 1       |
| Tapas & Beijos   | 1          | 0       |
| Os Caras de Pau  | 1          | 0       |
| Jornal Hoje      | 1          | 1       |

## Vencedores e indicados
Os vencedores estão em negrito.
| Melhor Ator | Melhor Atriz |
| --- | --- |
| - Murilo Benício - (Tufão em Avenida Brasil) - Cauã Reymond - (Jorginho em Avenida Brasil) - Marcelo Novaes - (Max em Avenida Brasil)          | - Adriana Esteves - (Carminha em Avenida Brasil) - Cláudia Abreu - (Chayene em Cheias de Charme) - Débora Falabella - (Nina em Avenida Brasil)   |
| Melhor Ator Coadjuvante | Melhor Atriz Coadjuvante |
| - Juliano Cazarré - (Adauto em Avenida Brasil) - José de Abreu - (Nilo em Avenida Brasil) - Marcos Caruso - (Leleco em Avenida Brasil)         | - Ísis Valverde - (Suellen em Avenida Brasil) - Eliane Giardini - (Muricy em Avenida Brasil) - Vera Holtz - (Lucinda em Avenida Brasil)          |
| Melhor Ator Revelação | Melhor Atriz Revelação |
| - Tiago Abravanel - (Demir em Salve Jorge) - Daniel Rocha - (Roni em Avenida Brasil) - José Loreto (Darkson em Avenida Brasil)                 | - Titina Medeiros - (Socorro em Cheias de Charme) - Cacau Protásio - (Zezé em Avenida Brasil) - Débora Nascimento - (Tessália em Avenida Brasil) |
| Melhor Ator ou Atriz Mirim | Humor |
| - Mel Maia - (Rita / Nina em Avenida Brasil) - Ana Karolina Lannes - (Ágatha em Avenida Brasil) - Luís Felipe Mello - (Roberto em Salve Jorge) | - Rodrigo Sant'Anna - (Zorra Total) - Fernanda Torres - (Tapas & Beijos) - Leandro Hassum - (Os Caras de Pau)                                    |
| Música do Ano | Melhor Jornalista |
| - "Camaro Amarelo" - Munhoz & Mariano - "Amor de Chocolate" - Naldo Benny - "Assim Você Mata o Papai" - Sorriso Maroto                         | - Sandra Annenberg - (Jornal Hoje) - Patricia Poeta - (Jornal Nacional) - Willian Bonner - (Jornal Nacional)                                     |
| Troféu Mário Lago | |
| Roberto Carlos | |
| Personalidade da Música | |
| Roberto Carlos | |

## Apresentações
| Artista          | Música                    |
| ---------------- | ------------------------- |
| Naldo Benny      | "Amor de Chocolate"       |
| Munhoz & Mariano | "Camaro Amarelo"          |
| Sorriso Maroto   | "Assim Você Mata o Papai" |
| Roberto Carlos   | "Furdúncio"               |
| Roberto Carlos   | "Esse Cara Sou Eu"        |

## Ausentes
- Marcos Caruso
- Eliane Giardini